# Microbe (comics)
Pour les microorganismes, voir Microbe.
Microbe est un super-héros appartenant à l'univers Marvel de la maison d'édition américaine Marvel Comics. Créé par le scénariste Skottie Young et le dessinateur Zeb Wells, le personnage de fiction apparaît pour la première fois dans le comic book New Warriors #1 d'août 2005. Zachary Smith Jr est un mutant capable de communiquer avec les micro-organismes. sous le nom de code Microbe, il est membre de l'équipe de super-héros New Warriors.

## Historique de publication
En 2005, Microbe est un des personnages principaux de la nouvelle et troisième série de comic books New Warriors, scénarisée par Skottie Young et dessinée par Zeb Wells. La série de six épisodes est un prélude aux événements de Civil War. Elle est d'ailleurs republiée en album relié avec le titre Civil War Prelude: New Warriors dix ans plus tard. En 2006, le personnage est présent dans Civil War #1 et il a une entrée dans le All-New Official Handbook of the Marvel Universe A to Z.
En 2017, Microbe est mentionné dans le one-shot Marvel Spotlight: Civil War Aftermath. Dans la quatrième série New Warriors, le personnage a des caméos dans le numéro 3 de la même année et dans les numéro 14 à 15 de l'année suivante. En 2009, il a une entrée dans le Official Handbook of the Marvel Universe A to Z. L'année d'après, le personnage est mentionné dans le numéro 10 de Avengers Academy.

## Biographie du personnage
Zachary Smith Jr est le fils d'un microbiologiste qui a travaillé pour le compte de Dwayne Taylor, propriétaire et directeur de la Fondation Taylor. Les recherches du docteur Smith portent sur une bactérie capable de se nourrir des cellules cancéreuses. L'expérience est une réussite, grâce aux pouvoirs mutants de Junior, mais elle n'a pas pu être réitérée par la suite. Dr Smith abandonne son fils et se retire dans un laboratoire en Écosse où il décède des effets de sa propre création.
Ayant été un orphelin étant jeune, Dwayne Taylor, alias Night Thrasher, décide d'adopter l'adolescent. Il lui apprend à contrôler et se servir de ses pouvoirs. Sous le nom de Microbe, Zachary Smith Jr intègre le groupe de super-héros New Warriors. L'équipe participe à un show télévisé. Avec ses équipiers, Microbe affronte Requin-tigre, Armadillo, les super-singes du Fantôme rouge, robot à l'image de Terrax, et le Corrupteur.
Lorsque les New Warriors affrontent Coldheart, Homme de cobalt, Nitro et Speedfreak dans la ville de Stamford dans le Connecticut, aux États-Unis, Microbe réussit à neutraliser l'Homme de cobalt en faisant rouiller son armure. Malheureusement, le héros et son père adoptif décèdent lors de l'explosion provoquée par Robert Hunter, alias Nitro,,.

## Pouvoirs et capacités
Microbe possède la capacité de communiquer avec les germes, les bactéries et autres micro-organismes. Il se sert de ce pouvoir pour les contrôler. Ayant été l’assistant de son père lors de ses expériences, Zachary Smith Jr est capable de manipuler du matériel d'expérimentations et à des bonnes connaissances en microbiologie.

## Adaptations à d'autres médias
Le personnage de Microbe sera adapté à la télévision dans la série New Warriors où il sera incarné par l'acteur Matthew Moy. La série est prévue pour 2018 sur la chaîne de télévision câblée Freeform,,.